# Dorfkirche Streckenthin

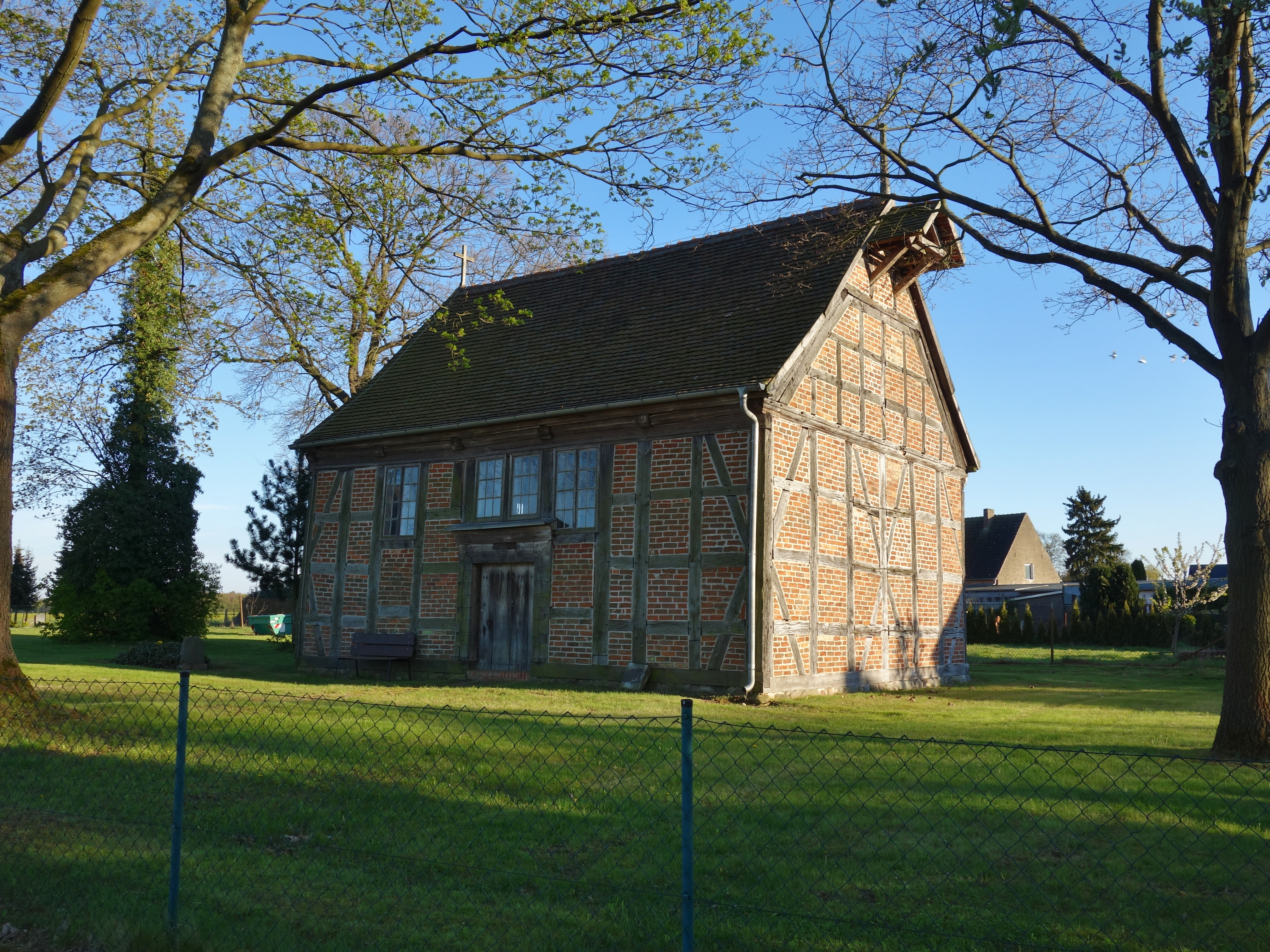
Dorfkirche in Streckenthin

Die evangelische Dorfkirche Streckenthin ist eine Saalkirche in Streckenthin (Pritzwalk), einem Wohnplatz der Stadt Pritzwalk im brandenburgischen Landkreis Prignitz. Die Kirchengemeinde gehört dem Pfarrsprengel Lindenberg-Buchholz im Kirchenkreis Prignitz der Evangelischen Kirche Berlin-Brandenburg-schlesische Oberlausitz an. Das Gebäude steht unter Denkmalschutz.

## Baubeschreibung
Es handelt sich um eine kleine, rechteckige Fachwerkkirche, die im Kern aus der späten 16. Jahrhundert stammt, wie durch dendrochronologische Untersuchungen bestätigt wurde. Im 17. Jahrhundert wurde die Kirche verändert; das Nordportal von 1692 erhielt eine steinimitierende Rahmung. Im Inneren der Kirche befindet sich eine Loge mit einer wappenbemalten Rückwand. Der hölzerne Altaraufsatz stammt ursprünglich aus dem Kanzelaltar und verfügt über ein Kreuzigungsgemälde, sowie das Abendmahl in der Predella. Über den Säulen befinden sich zwei handwerkliche Schnitzfiguren von Petrus und Paulus. Die polygonale Kanzel ist jetzt getrennt aufgebaut und verfügt über ionische Ecksäulchen. In den Füllungen der Kanzel befinden sich Gemälde der Apostel.